# Eleazar Flekeles
Eleazar b. David Flekeles či Eleasar b. David Fleckeles (též El'azar, Elieser b. David Fleckeles, hebrejsky אלעזר פלקלס‎, 26. srpna 1754, Praha – 27. dubna 1826 tamtéž) byl pražský rabín, významný kazatel, roš ješiva a talmudista.

## Život
Fleckeles byl žákem pražského rabína a poseka Ezechiela Landaua, kterého uznával jako celoživotního mistra. V roce 1779 byl jmenován rabínem v moravském Kojetíně a později v Tovačově a v roce 1783 se stal členem Landauem založeného bejt din.  Jako rabín v Praze na sebe později upozornil svými kázáními. Vedl intenzivní boj proti frankistům a v průběhu let se těšil velkému renomé rabína a židovského vůdce.
Jako významný představitel ortodoxního židovství vedl kampaň proti Mojžíši Mendelssohnovi, Hartwigu Wesselymu a haskale. Byl odpůrcem jakékoli reformy tradičního židovského učení a osvícenských myšlenek.  Kritizoval „nové svobody“, které přinášely nové hříchy, jako je zanedbání studia tóry ve prospěch jiných věd. 
Jeho literární tvorba v oblasti židovského bádání byla vynikající, za což si zaslouží zvláštní zmínku jeho sbírky respons a kázání, která byla vydána v několika svazcích.